# Enicosanthum mindanaense
Enicosanthum mindanaense är en kirimojaväxtart som först beskrevs av Adolph Daniel Edward Elmer, och fick sitt nu gällande namn av Airy Shaw. Enicosanthum mindanaense ingår i släktet Enicosanthum och familjen kirimojaväxter. Inga underarter finns listade i Catalogue of Life.